# Ponerorchis kiraishiensis
Ponerorchis kiraishiensis là một loài thực vật có hoa trong họ Lan. Loài này được (Hayata) Ohwi miêu tả khoa học đầu tiên năm 1936.